# Crystal Hefner
Crystal Harris (Lake Havasu City, Arizona; 29 de abril de 1986), conocida como Crystal Hefner, es una modelo, cantante y personalidad de televisión estadounidense. Fue Playmate del mes de la revista Playboy en diciembre del 2009 y precisamente contrajo matrimonio con Hugh Hefner, el fundador de la revista, el 31 de diciembre de 2012. El 27 de septiembre de 2017 se convirtió en la viuda del nonagenario editor de Playboy.

## Primeros años
Los padres de Harris fueron artistas británicos que estaban trabajando en un parque temático sobre Inglaterra en Lake Havasu City, Arizona, cuando ella nació. Tras el nacimiento de Crystal, regresaron a Inglaterra para más tarde, volver a los Estados Unidos y afincarse definitivamente en San Diego, California, donde Crystal y sus dos hermanas se criaron. Harris fue expuesta a la industria del entretenimiento por su difunto padre, Ray Harris, cantante y compositor.
Harris asistió a La Jolla High School y a Universidad Estatal de San Diego, especializándose en psicología. Fue durante este período cuando comenzó a trabajar como modelo, consiguiendo captar la atención de la organización Playboy.

## Carrera artística
Harris conoció a Hugh Hefner en Halloween de 2008. Ella asistió a una fiesta en la mansión Playboy, a la que había sido invitada por un amigo. Luego apareció como "Co-Ed of the week" en la revista Playboy.com durante la semana del 30 de octubre de 2008, bajo el nombre de Crystal Carter. Desde finales de 2009, Harris ha aparecido en dos temporadas del reality show The Girls Next Door de E!.
En abril de 2010, Harris firmó un contrato de grabación con Orgánica Music Group, una división de Universal, dirigido por el productor Michael Blakey. Su primer sencillo "Club Queen" fue lanzado el 14 de junio de 2011. Ella apareció en un episodio de la segunda temporada de The Hills.[cita requerida]

## Vida personal
En enero de 2009 empezó a salir con Hugh Hefner, uniéndose a las gemelas Karissa y Kristina Shannon, después de que su anterior novia, Holly Madison, lo abandonara. El 24 de diciembre de 2010, ella se comprometió con Hugh Hefner, para convertirse en su tercera esposa. Harris rompió su compromiso el 14 de junio de 2011, cinco días antes de la boda. Anticipándose a la boda, en la edición de julio de Playboy, Harris apareció en la portada. El titular de la portada decía "Presentamos a la princesa de los Estados Unidos, la señora Crystal Hefner". Esto fue tapado posteriormente en los quioscos con una pegatina que decía: "Novia fugitiva". El 1 de junio de 2012, se informó de que Harris se habría reconciliado con Hefner. Posteriormente ella lo confirmó en su Twitter. Finalmente el fundador de la revista Playboy se casó con su "novia huidiza", en una ceremonia privada en la mansión Playboy en la víspera de Año Nuevo de 2013. Se convirtió en viuda cuando el famoso editor de la revista Playboy falleció en su mansión por causas naturales a la edad de 91 años, el 27 de septiembre de 2017.